# Піхотна дивізія «Сілезія»
Піхотна дивізія «Сілезія» (нім. Infanterie-Division Schlesien) — дивізія Вермахту, що існувала наприкінці Другої світової війни.

## Історія
Піхотна дивізія «Сілезія» сформована 4 липня 1944 року в ході 26-ї хвилі мобілізації на навчальному центрі Нойгаммер (нім. Truppenübungsplatz Neuhammer) поблизу сілезького містечка Нойгаммер (сучасне польське містечко Сьвентошув) у 8-му військовому окрузі, як «дивізія-тінь» (нім. Schatten-Division). 13 серпня 1944 року дивізія була спрямована до групи армій «C», що діяла на Італійському напрямку, а підрозділи з'єднання розподілили на посилення до складу 71-ї, 94-ї, 98-ї, 365-ї піхотних та 157-ї гірської дивізій. 1-ша інженерна рота інженерного батальйону увійшла до резерву армійської групи «Лігурія».

## Райони бойових дій
- Німеччина (Сілезія) та Італія (липень — серпень 1944).

## Склад
| 1944                              |
| --------------------------------- |
| 1-й гренадерський полк «Сілезія»  |
| 2-й гренадерський полк «Сілезія»  |
| Артилерійський дивізіон «Сілезія» |
| Протитанкова рота «Сілезія»       |
| Інженерний батальйон «Сілезія»    |